# King Baggot
King Baggot est un acteur, réalisateur et scénariste américain né le 7 novembre 1874 à Saint-Louis, Missouri (États-Unis), mort le 11 juillet 1948 à Los Angeles (Californie).

## Biographie
Il débute comme acteur dès 1905 et apparaît dans près de 300 films. Très populaire, il connaît cependant un recul de popularité après 1920. Il s'oriente intelligemment vers la mise en scène. Baggot excelle dans la comédie mondaine et le drame (The Kentucky Derby). Son chef-d'œuvre est pourtant un western, Tumbleweeds où il dirige son ami William S. Hart en 1925. Cet conflit classique entre héros et méchants comporte des scènes d'action d'une grande ampleur et montre qu'en plus d'une maîtrise du récit, il sait également diriger avec sûreté les mouvements de foule. Il se montre ainsi l'égal de Thomas H. Ince et de James Cruze. On lui doit également un des premiers Raffles, film policier mettant en scène un Arsène Lupin anglo-saxon. Incapable de s'adapter au film sonore, il n'apparaît après 1928 que dans des rôles épisodiques pour Frank Borzage ou Sam Wood et tombe dans l'oubli. La redécouverte de quelques-uns de ses films démontre son importance dans l'évolution du film d'action américain.

## Filmographie

### comme réalisateur
- 1912 : The Power of Conscience
- 1912 : The Lie (en)
- 1912 : His Other Self
- 1913 : The Return of Tony (it)

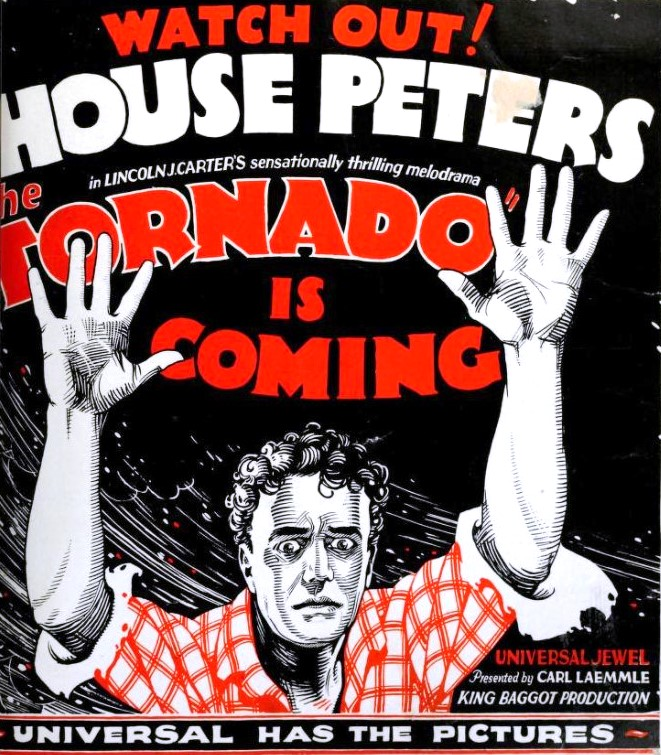
The Tornado (1924).

- 1913 : Mr. and Mrs. Innocence Abroad
- 1913 : King the Detective in the Jarvis Case
- 1914 : King the Detective in Formula 879 (it)
- 1914 : King the Detective in the Marine Mystery (it)
- 1914 : The Blood Test
- 1914 : Jim Webb, Senator (it)
- 1914 : The Silent Valley (it)
- 1914 : The Man Who Was Misunderstood (it)
- 1914 : Human Hearts, 1re version
- 1915 : Crime's Triangle (it)
- 1916 : The Silent Stranger
- 1916 : The Chance Market
- 1916 : The Lie Sublime
- 1917 : The Boonton Affair
- 1918 : I'll Fix It (it)
- 1921 : Cheated Love
- 1921 : Luring Lips (en)
- 1921 : Moonlight Follies
- 1921 : Nobody's Fool (en)
- 1922 : Kissed
- 1922 : Le Cœur humain (Human Hearts), 2e version
- 1922 : Un derby sensationnel (The Kentucky Derby)
- 1922 : The Lavender Bath Lady (en)
- 1922 : A Dangerous Game
- 1923 : La Lettre d'amour (The Love Letter)
- 1923 : Gossip (en)
- 1923 : The Town Scandal (en)
- 1923 : La Folie des grandeurs (en) (Crossed Wires)
- 1923 : Sourire d'enfant (The Darling of New York)
- 1924 : The Whispered Name (en)
- 1924 : Les Parvenus (The Gaiety Girl)
- 1924 : The Tornado (en)
- 1925 : Raffles
- 1925 : Le Gardien du foyer (The Home Maker)
- 1925 : Le Fils de la prairie (Tumbleweeds)
- 1926 : Lovey Mary
- 1927 : Perch of the Devil (en)
- 1927 : The Notorious Lady
- 1927 : Down the Stretch (en)
- 1928 : The House of Scandal (en)
- 1928 : Romance of a Rogue (en)

### comme scénariste
- 1915 : Crime's Triangle
- 1918 : I'll Fix It
- 1931 : Sporting Chance (en) d'Albert Herman

### comme acteur

#### Années 1900
- 1909 : Love's Stratagem : le garçon
- 1909 : The Awakening of Bess

#### Années 1910
- 1910 : The Winning Punch (it), de Harry Solter
- 1910 : The Right of Love (it), de Harry Solter
- 1910 : Never Again, de Harry Solter
- 1910 : Jane and the Stranger (it), de Harry Solter : L'étranger
- 1910 : The Time-Lock Safe (it), de Harry Solter
- 1910 : The Miser's Daughter (it), de Harry Solter
- 1910 : His Second Wife (it), de Harry Solter
- 1910 : The Maelstrom (it), de Harry Solter
- 1910 : The New Shawl (it), de Harry Solter
- 1910 : Two Men (it), de Harry Solter : Le novice
- 1910 : The Doctor's Perfidy, de Harry Solter
- 1910 : The Eternal Triangle (it), de Harry Solter : Le jeune comte fringant
- 1910 : A Reno Romance (it), de Harry Solter
- 1910 : A Self-Made Hero (it), de Harry Solter
- 1910 : A Game for Two (it), de Harry Solter : Clark, le meilleur ami
- 1910 : The Call of the Circus (it), de Harry Solter
- 1910 : Old Heads and Young Hearts (it), de Harry Solter
- 1910 : The Mistake (it), de Harry Solter
- 1910 : Bear Ye One Another's Burdens (it), de Harry Solter : George Rand
- 1910 : The Irony of Fate (it), de Harry Solter
- 1910 : Once Upon a Time (it), de Harry Solter
- 1910 : Among the Roses (it), de Harry Solter
- 1910 : The Taming of Jane (it), de Harry Solter
- 1910 : The Widow, de Harry Solter
- 1910 : Debt, de Harry Solter
- 1910 : Pressed Roses, de Harry Solter
- 1910 : All the World's a Stage (it), de Harry Solter
- 1910 : The Count of Montebello (it), de Harry Solter : Percy
- 1910 : The Double (it) : Robert King & Joseph Dansby
- 1910 : The Aspirations of Gerald and Percy (it)
- 1910 : Unreasonable Jealousy (it)
- 1911 : Phone 1707 Chester (it) de Joseph W. Smiley : Ralph Vincent
- 1911 : An Imaginary Elopement (it) : Guy Judson
- 1911 : At the Duke's Command, de Thomas H. Ince : Edward, le neveu du Duc
- 1911 : The Mirror, de Thomas H. Ince
- 1911 : Pictureland (it) : Pablo
- 1911 : Tracked (it), de Thomas H. Ince : Roger Densmore
- 1911 : The Secret of the Palm de Joseph W. Smiley : Cecil Abbott
- 1911 : The Penniless Prince, de Thomas H. Ince : Prince Gustave
- 1911 : Sweet Memories, de Thomas H. Ince : Edward Jackson
- 1911 : The Lover's Signal, de Joseph W. Smiley : Raymond Williams
- 1911 : Where There's Life, There's Hope (it), de Joseph W. Smiley
- 1911 : La Lettre écarlate (en), de Joseph W. Smiley : Révérend Dimmesdale
- 1911 : Second Sight, de Thomas H. Ince et Joseph W. Smiley : Tom Moorland
- 1911 : The Temptress (it), de Joseph W. Smiley : Gilbert Irving
- 1911 : The Fair Dentist, de Thomas H. Ince
- 1911 : The Master and the Man, de Thomas H. Ince : Basil King
- 1911 : The Minor Chord (it), de Joseph W. Smiley
- 1911 : Back to the Soil, de Thomas H. Ince
- 1911 : The Piece of String (it), de Joseph W. Smiley : Anton Paxton
- 1911 : In the Sultan's Garden, de Thomas H. Ince et William H. Clifford : lieutenant Robins
- 1911 : For the Queen's Honor, de Thomas H. Ince : Le Roi
- 1911 : At a Quarter of Two (it), de Thomas H. Ince : Dan Nolan
- 1911 : Science (it) : Dr Crawford
- 1911 : The Call of the Song, de Thomas H. Ince : Hugh Norton
- 1911 : Dorothy's Family (it)
- 1911 : The Battle of the Wills (it) : Le héros
- 1911 : The Haunted House (it) de William F. Haddock
- 1911 : The Brothers de Joseph W. Smiley : Patrick Curran
- 1911 : By Registered Mail : Le père
- 1911 : The Rose's Story (it), de Joseph W. Smiley et George Loane Tucker : Gerald Kinney
- 1911 : Through the Air, de Thomas H. Ince : Jack Baldwin
- 1911 : The Better Way, de Thomas H. Ince : Un escroc réformé
- 1911 : King, the Detective : Roi
- 1911 : The Wife's Awakening (it)
- 1911 : Executive Clemency : Dan Fuller
- 1911 : Over the Hills (it), de Joseph W. Smiley et George Loane Tucker : Wayne Holland
- 1911 : Tony and the Stork, de Thomas H. Ince : Tony
- 1911 : The Girl and the Half-Back : Victor Fisher
- 1911 : A Lesson to Husbands : Jack Armstrong
- 1912 : The Trinity, de Thomas H. Ince : Heinrich
- 1912 : The Winning Miss
- 1912 : The Dawn of Conscience
- 1912 : After Many Years : Harry et George Chilton
- 1912 : The Kid and the Sleuth, de Thomas H. Ince : Nick Carter
- 1912 : The Power of Conscience (it) de King Baggot et William Robert Daly : Eric Masters
- 1912 : Through the Flames, de Thomas H. Ince : John Allen
- 1912 : The Tables Turned, de Thomas H. Ince : Mr. Despard
- 1912 : A Modern Highwayman, d'Otis Turner : Noah Prescott
- 1912 : The Lie : Capitaine Robert Evans
- 1912 : The Immigrant's Violin, d'Otis Turner : Albert Radley
- 1912 : Far from the Beaten Track, d'Otis Turner : un trappiste
- 1912 : Shamus O'Brien, d'Otis Turner : Shamus O'Brien
- 1912 : The Man from the West : Steve
- 1912 : The Romance of an Old Maid, d'Otis Turner : Frank Rogers
- 1912 : Tempted But True, d'Otis Turner : John
- 1912 : The Loan Shark, d'Otis Turner : Dr Fenton
- 1912 : Lady Audley's Secret (it) de Herbert Brenon et Otis Turner : George Talboys
- 1912 : A Cave Man Wooing, d'Otis Turner : Le 'Sissy' Héros
- 1912 : The Peril d'Otis Turner : Le Lieutenant
- 1912 : Up Against It d'Otis Turner
- 1912 : The Breakdown d'Otis Turner : Huntley Sharpe et Jim Simpkins
- 1912 : Let No Man Put Asunder d'Otis Turner : L'homme bon
- 1912 : The Schemers d'Otis Turner : Arthur Dennison
- 1912 : His Other Self : L'amoureux et son autre lui-même
- 1912 : A Child's Influence : Godfrey Clark
- 1912 : Caught in a Flash, d'Otis Turner : Jack Gayboy
- 1912 : Winning the Latonia Derby, d'Otis Turner : Howard Clews
- 1912 : Blood Is Thicker Than Water : Officier de Police de Northwest Mounted
- 1912 : In Old Tennessee, d'Otis Turner : Jim Howard
- 1912 : The Castaway : Joseph Lee, le naufragé
- 1912 : A Happy Family
- 1912 : Human Hearts : Tom Logan
- 1912 : The Millionaire Cop : Jack Gardner
- 1912 : The Parson and the Moonshiner : Le pasteur
- 1912 : The Bridal Room : Tom Walsh
- 1912 : King the Detective and the Smugglers : King le Détective
- 1912 : John Sterling, Alderman : John Sterling
- 1912 : A Strange Case
- 1912 : Officer One Seven Four : Officier 174
- 1912 : Mamma's Boy
- 1912 : Through Shadowed Vales : Roy Erlynne
- 1912 : The World Weary Man : Un jeune bachelier millionnaire
- 1913 : She Slept Through It All (it) : Mr. Newlywed
- 1913 : Gold Is Not All (it) de Wilfred Lucas : Karl
- 1913 : Dr. Bunion (it) : Dr Bunion
- 1913 : King Danforth Retires (it) : King Danforth
- 1913 : Dr Jekyll and Mr. Hyde, de Herbert Brenon : Dr Henry Jekyll / Mr. Hyde
- 1913 : To Reno and Back (it) : Le mari
- 1913 : Le Vagabond (The Wanderer) : Le berger
- 1913 : The Leader of His Flock (it), de Herbert Brenon : Le Ministre
- 1913 : The Rise of Officer 174 (it) : Officier 174
- 1913 : The Heart That Sees (it) : L'opticien
- 1913 : The Comedian's Mask (it) : Le comédien
- 1913 : The Old Melody (it) : Silas Grubb
- 1913 : The Stranger (it) : Elbert Havens
- 1913 : Ivanhoé, de Herbert Brenon : Wilfred d'Ivanhoe
- 1913 : The Anarchist (it), de Herbert Brenon : L'anarchiste
- 1913 : The Child Stealers of Paris (it), de Herbert Brenon : Banquier
- 1913 : Love vs. Law : Jack
- 1913 : The Return of Tony (it) : Tony
- 1913 : Mr. and Mrs. Innocence Abroad
- 1913 : The Actor's Christmas
- 1913 : King the Detective in the Jarvis Case : King, le détective
- 1914 : The Old Guard
- 1914 : The Militant (it) de William Robert Daly
- 1914 : Absinthe, de Herbert Brenon et George Edwardes-Hall : Jean Dumas
- 1914 : King the Detective in Formula 879 (it) : Cecil Disney et King, le détective
- 1914 : The Box Couch : Le mari
- 1914 : The Touch of a Child : Paul Vivian
- 1914 : The Flaming Diagram : Erickson, Jr.
- 1914 : King the Detective in the Marine Mystery : King, le détective
- 1914 : The Blood Test : Walter Ames
- 1914 : The Baited Trap : Dennis
- 1914 : Notoriety : King, l'acteur
- 1914 : A Mexican Warrior : Le guerrier
- 1914 : Across the Atlantic (it), d'Herbert Brenon : Wilbur Norton
- 1914 : One Best Bet (it) : Jack
- 1914 : Jim Webb, Senator (it) : Jim Webb
- 1914 : The Silent Valley (it)
- 1914 : The Man Who Was Misunderstood (it) : Ned Jackson
- 1914 : Shadows (it) de George Edwardes-Hall : 10 personnages
- 1914 : The Turn of the Tide (it) de George Lessey : Tom Walters
- 1914 : The Treasure Train (it) de George Lessey : John Armstrong
- 1914 : Human Hearts : Tom Logan
- 1914 : The Mill Stream (it) : Jack Thornby
- 1915 : Three Times and Out (it) : Jack
- 1915 : The Millionaire Engineer : Daniel Spencer
- 1915 : The Story the Silk Hats Told : Tous les sept rôles
- 1915 : An Oriental Romance : Hop Kung
- 1915 : Pressing His Suit
- 1915 : The Five Pound Note : Lord Avon Ledgard
- 1915 : One Night : The Crook
- 1915 : The City of Terrible Night, de George Lessey : Walter Herron
- 1915 : The Streets of Make Believe : Bert Wall
- 1915 : At the Banquet Table (it) : Sheerl Jones
- 1915 : Tony (it), de George Lessey : Tony
- 1915 : The Corsican Brothers, de George Lessey : Louis de Franchi & Fabien de Franchi
- 1915 : Fifty Fifty, de George Lessey : David Briggs
- 1915 : 'A Life in the Balance (it), de George Lessey : Dr Savage
- 1915 : A Strange Disappearance, de George Lessey : Andrew Blake
- 1915 : The Riddle of the Silk Stockings, de George Lessey : King Cole
- 1915 : Mismated, de George Lessey : le vendeur de chaussures
- 1915 : The Marble Heart, de George Lessey : Raphael / Phidias
- 1915 : His New Automobile (it), de George Lessey : King Drake
- 1915 : The New Jitney in Town, de George Lessey : Drake, le vendeur
- 1915 : The Only Child, de George Lessey : Papa
- 1915 : Crime's Triangle (it) : John Small
- 1915 : The Suburban, de George Lessey : Donald Gordon
- 1915 : His Home Coming, de George Lessey : Will Move
- 1915 : An All Around Mistake, de George Lessey : John Goody
- 1915 : The Reward de Henry MacRae : Jack Hutchinson
- 1915 : Man or Money? de Henry MacRae : Donald Britt
- 1915 : Almost a Papa de Henry MacRae : Tom Conley
- 1916 : The Law of Life de Henry MacRae : Robert McKenzie
- 1916 : The Soul Man de Henry MacRae
- 1916 : The Hoax House de Henry MacRae : Frank King
- 1916 : Patterson of the News de Henry MacRae : Jack Patterson
- 1916 : The Haunted Bell d'Henry Otto : John Lane
- 1916 : Won with a Make-Up d'Henry Otto : William King
- 1916 : Half a Rogue d'Henry Otto : Richard Warrington
- 1916 : Jim Slocum No. 46393 de Robert Cummings : Jim Slocum
- 1916 : The Man from Nowhere d'Henry Otto : James Herron
- 1916 : The Man Across the Street d'Henry Otto : John Warren and Dr Carl
- 1916 : The Captain of the Typhoon (it) d'Henry MacRae : Angus Steele
- 1916 : The Silent Stranger : L'étranger silencieux
- 1916 : The Chance Market : John Marmaduke et Jim Fowler
- 1916 : The Lie Sublime : Julian Ormond
- 1916 : Are You an Elk? d'Henry MacRae : Stewart King
- 1916 : The Voice Upstairs de Herbert Brenon
- 1917 : The Boonton Affair : Jack Walton
- 1917 : Undoing Evil
- 1918 : Mission of the War Chest de Leopold Wharton et Theodore Wharton
- 1918 : The Eagle's Eye : Harrison Grant
- 1918 : I'll Fix It (it)
- 1918 : Kildare of Storm : Basil Kildare
- 1918 : Building for Democracy : Le mari
- 1919 : The Man Who Stayed at Home de Herbert Blaché : Christopher Brent
- 1919 : The Hawk's Trail : Sheldon Steele / Le faucon

#### Années 1920
- 1920 : The Shadow of Lightning Ridge
- 1920 : The Thirtieth Piece of Silver : Tyler Cole
- 1920 : The Cheater : Lord Asgarby
- 1920 : Life's Twist, de Christy Cabanne : Jim Sargent
- 1920 : The Dwelling Place of Light, de Jack Conway : Brooks Insall
- 1920 : The Forbidden Thing : Dave
- 1921 : Snowy Baker
- 1921 : Une bonne fortune (The Girl in the Taxi) de Lloyd Ingraham : Maj. Frederick Smith
- 1921 : Mademoiselle Papillon (The Butterfly Girl) de John Gorman : H.H. Van Horn
- 1923 : The Thrill Chaser : Cameo
- 1926 : Lovey Mary

#### Années 1930
- 1930 : Czar of Broadway de William James Craft : Dane Harper
- 1930 : Once a Gentleman (it) de James Cruze : Van Warner
- 1931 : The Bad Sister : policier dans la rue
- 1931 : Sweepstakes d'Albert S. Rogell : entraîneur de Weber
- 1931 : Graft de Christy Cabanne : capitaine du bateau
- 1931 : Scareheads : King Bailey, un policier
- 1932 : Girl of the Rio (en) d'Herbert Brenon : Maitre d'hôtel, Purple Pigeon Cafe
- 1932 : Police Court de Louis King : Henry Field
- 1932 : What Price Hollywood? de George Cukor : Department Head
- 1932 : Hello Trouble (en) de Lambert Hillyer : Capitaine J. C. White
- 1932 : The Big Flash d'Arvid E. Gillstrom : Brick Dugan
- 1932 : Afraid to Talk d'Edward L. Cahn : officier de police
- 1932 : The Death Kiss d'Edwin L. Marin : Al Payne, électricien
- 1933 : Secrets de Frank Borzage : petit rôle
- 1933 : Une nuit seulement (Only Yesterday) de John M. Stahl
- 1934 : Beloved de Victor Schertzinger : second docteur
- 1934 : Le Chat noir (The Black Cat) d'Edgar G. Ulmer
- 1934 : The Love Captive de Max Marcin
- 1934 : The Red Rider de Lew Landers : un homme en ville
- 1934 : Romance in the Rain de Stuart Walker : Milton McGillicuddy
- 1934 : Tailspin Tommy de Lew Landers : inspecteur avion
- 1934 : Audaces féminines (Cheating Cheaters) de Richard Thorpe : officiel
- 1934 : Father Brown, Detective d'Edward Sedgwick
- 1934 : I've Been Around de Philip Cahn : portier
- 1935 : A Notorious Gentleman d'Edward Laemmle : agent de police
- 1935 : Night Life of the Gods de Lowell Sherman : Lobby Extra
- 1935 : It Happened in New York (en) d'Alan Crosland : policier
- 1935 : Mississippi d'A. Edward Sutherland : un joueur
- 1935 : The Call of the Savage de Lew Landers : Dr Pierce [Ch. 1]
- 1935 : Chinatown Squad de Murray Roth
- 1935 : She Gets Her Man de William Nigh : homme d'affaires
- 1935 : Diamond Jim d'A. Edward Sutherland : petit homme
- 1935 : Cinquante mille dollars morte ou vive (Three Kids and a Queen) d'Edward Ludwig : pharmacien
- 1935 : Une nuit à l'opéra (A Night at the Opera) de Sam Wood : Dignitaire
- 1936 : The Adventures of Frank Merriwell de Clifford Smith et Lew Landers : Professeur de chimie [Ch. 3]
- 1936 : Épreuves (Next Time We Love) : homme de caractère
- 1936 : We Went to College de Joseph Santley : petit rôle
- 1936 : Tonnerre sur la cité ardente (San Francisco) de W. S. Van Dyke
- 1936 : Les Poupées du diable (The Devil-Doll) de Tod Browning : Détective Pierre
- 1936 : Sworn Enemy de Edwin L. Marin : homme témoin de l'accident
- 1936 : Mad Holiday de George B. Seitz : directeur
- 1937 : Torture Money d'Harold S. Bucquet : faux témoin de l'accident
- 1937 : Un jour aux courses (A Day at the Races)
- 1937 : The Emperor's Candlesticks de George Fitzmaurice
- 1937 : Le Règne de la joie (Broadway Melody of 1938) de Roy Del Ruth : petit rôle
- 1937 : My Dear Miss Aldrich : petit rôle
- 1938 : Marie-Antoinette : rôle indéterminé
- 1938 : Des hommes sont nés (Boys Town) de Norman Taurog : abandonné en mission près de Weasel
- 1938 : Amants (Sweethearts) : petit rôle
- 1939 : 6000 Enemies de George B. Seitz : petit rôle
- 1939 : Dancing Co-Ed de S. Sylvan Simon : homme au casting

#### Années 1940
- 1940 : The Ghost Comes Home de Wilhelm Thiele
- 1940 : Indiscrétions (The Philadelphia Story) de George Cukor : invité au mariage
- 1941 : Viens avec moi (Come Live with Me) de Clarence Brown : Arthur, portier de l'hôtel
- 1941 : Il était une fois (A Woman's Face) : rôle indéterminé
- 1941 : Les Marx au grand magasin (The Big Store) de Charles Reisner : employé du magasin
- 1941 : Whistling in the Dark
- 1941 : Débuts à Broadway (Babes on Broadway)
- 1942 : Rio Rita de S. Sylvan Simon : invité à l'hôtel
- 1942 : Her Cardboard Lover de George Cukor : officier de police à la salle d'audience
- 1942 : Tish de S. Sylvan Simon : homme dans la rue
- 1942 : Un drôle de lascar (A Yank at Eton) de Norman Taurog : homme dans la rue
- 1943 : Swing Fever de Tim Whelan : patron du nightclub
- 1944 : Barbary Coast Gent de Roy Del Ruth : citoyen de Goldtown
- 1945 : The Clock de Vincente Minnelli et Fred Zinnemann : homme dans le métro
- 1945 : Phantoms, Inc. d'Harold Young
- 1945 : Abbott et Costello à Hollywood (Bud Abbott and Lou Costello in Hollywood) de S. Sylvan Simon : barbier
- 1946 : Le facteur sonne toujours deux fois (The Postman Always Rings Twice) de Tay Garnett : spectateur à la salle d'audience
- 1946 : Féerie à Mexico (Holiday in Mexico) de George Sidney
- 1946 : Cœur secret (The Secret Heart) de Robert Z. Leonard
- 1947 : Vive l'amour (Good News) de Charles Walters : petit rôle